# Conagra Brands
Conagra Brands, Inc. (NYSE: CAG) er en amerikansk fødevarevirksomhed med hovedkvarter i Chicago, Illinois. Conagra fremstiller og sælger forskellige pakkede fødevarer under forskellige mærker til supermarkeder, restauranter og foodservice. Deres årsomsætning er på 12 mia. $, og der er 18.600 ansatte.
Conagra blev etableret i 1919 som Nebraska Consolidated Mills (NCM) af Alva Kinney.